# Anthrenus parvus
Anthrenus parvus är en skalbaggsart som beskrevs av Thomas Casey 1900. Anthrenus parvus ingår i släktet Anthrenus och familjen ängrar. Inga underarter finns listade i Catalogue of Life.